# Parafia św. Mikołaja w Nondalton
Parafia św. Mikołaja – parafia prawosławna w Nondalton. Jedna z 15 parafii tworzących dekanat Dillingham diecezji Alaski Kościoła Prawosławnego w Ameryce. Jej świątynią jest, posiadająca status zabytku, drewniana cerkiew wzniesiona przez misjonarzy rosyjskich.